# Tour de Suisse 1954
Die 18. Tour de Suisse fand vom 7. bis 14. August 1954 statt. Sie führte über sieben Etappen und eine Gesamtdistanz von 1477 Kilometern.
Gesamtsieger wurde der Italiener Pasquale Fornara, der damit die Tour de Suisse nach 1952 zum zweiten Mal gewann. Die Rundfahrt startete in Zürich mit 70 Fahrern, von denen 50 Fahrer ins Ziel – ebenfalls in Zürich – kamen.
Die dritte Etappe führte ins italienische Lecco und war damit die erste, die über die Grenzen der Schweiz hinausging.

## Etappen
| Etappe    | Tag        | Start – Ziel        | km       | Etappensieger    | Gesamtwertung    |
| --------- | ---------- | ------------------- | -------- | ---------------- | ---------------- |
| 1. Etappe | 7. August  | Zürich – Winterthur | 221      | Bruno Monti      | Bruno Monti      |
| 2. Etappe | 9. August  | Winterthur – Davos  | 245      | Fausto Coppi     | Bruno Monti      |
| 3. Etappe | 10. August | Davos – Lecco       | 184      | Donato Zampini   | Bruno Monti      |
| 4. Etappe | 11. August | Lecco – Lugano      | 98 (EZF) | Fausto Coppi     | Pasquale Fornara |
| 5. Etappe | 12. August | Lugano – Bern       | 272      | Hans Hollenstein | Pasquale Fornara |
| 6. Etappe | 13. August | Bern – Freiburg     | 228      | Primo Volpi      | Pasquale Fornara |
| 7. Etappe | 14. August | Freiburg – Zürich   | 229      | Eugen Kamber     | Pasquale Fornara |